# Epigrafe di Iulia Florentina
L'epigrafe detta di Iulia Florentina è un'epigrafe funeraria in marmo, conservata al Museo del Louvre, che costituisce un importante documento per la conoscenza della prima comunità cristiana di Catania.

## Il testo
nocentissimae, fideli factae, parens conlocavit
quae pridie nonas martias ante lucem pacana
nata Zoilo corr(ectore) p(rovinciae), mense octavo decimo et vices[i]-
ma secunda die completis fidelis facta, hora no-
ctis octava ultimum spiritum agens supervixit
horis quattuor ita ut consueta repeteret, ac de-
[f]uncta Hyblae hora die[i] prima septimum kal(endas)
octobres. [...] Cuius corpus pro foribus martXP(orum) cua X
loculo suo per prosbiterum huma-
tu[m] e[st], IIII non(as) oct(o)br(es).»
innocentissima, divenuta fedele, il padre pose; lei,
il giorno prima delle none di marzo prima del far
del giorno, nata pagana, mentre Zoilos era correttore
della provincia, a 18 mesi e a 22 giorni compiuti
divenuta fedele, all'ora ottava della notte rendendo
l'ultimo sospiro, sopravvisse quattro ore sì da
ripetere gli atti consueti, e morì a Ibla la prima ora
del giorno, sette giorni prima delle calende di
ottobre. [...] Il suo corpo [si trova]
davanti alle porte dei martiri dove nel proprio loculo
è stato inumato per mezzo del presbitero 4 giorni
prima delle none di ottobre.»

## Il valore storico

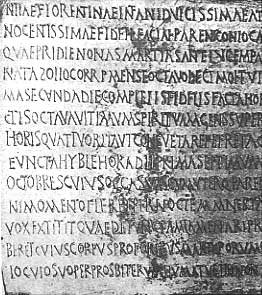
L'epigrafe in una foto d'epoca.

Questa iscrizione funeraria, recuperata nel 1730 a Catania nell'area compresa fra le vie Androne e Dottor Consoli, costituisce un importante documento per la conoscenza della prima comunità cristiana catanese e sulle origini del culto dei martiri, in particolare di Sant'Agata.
In essa si parla della piccola Iulia Florentina, nata pagana e battezzata in punto di morte a Hybla, l'attuale Paternò.
La parte più importante è però l'informazione che segue, cioè che dopo la morte il suo corpo su trasferito a Catania e sepolto "vicino alle tombe dei martiri".
Questa informazione farebbe pensare che l'area del rinvenimento, dove scavi archeologici avevano messo in luce una vasta area cimiteriale extraurbana, possa essere stata anche il primo luogo di sepoltura e di culto dei martiri catanesi, che pur non citati, potrebbero comprendere anche Agata ed Euplio.
A testimonianza di questo, stanno anche due importantissimi ritrovamenti archeologici, effettuati nella stessa zona, che hanno riportato alla luce i resti di due edifici di culto.
Il primo è un martyrium del IV secolo (cioè circa un secolo dopo la data tradizionalmente indicata per il martirio di Agata e di Euplio) dalla caratteristica forma a Trichora, cioè una basilichetta triabsidata. E proprio al IV secolo, grazie al riferimento al correttore Zoilos, si può far risalire con una certa precisione l'epigrafe di Iulia Florentina, che fu ritrovata nella stessa area.
Successivamente, negli anni cinquanta, nuove indagini hanno portato alla luce, addossata a questo, una basilica molto più grande, databile al VI secolo e abbellita da stupendi mosaici. La particolarità di questa basilica era l'altare posto nel centro, come spesso avveniva nelle basiliche paleocristiane dedicate al culto dei martiri, le cui reliquie probabilmente erano contenute in un sarcofago posto sotto la mensa eucaristica.
Questi due importantissimi edifici sono stati occultati sotto una moderna costruzione, mentre i mosaici sono stati strappati e giacciono nei depositi della Soprintendenza in attesa di essere collocati nel futuro Museo Archeologico di Catania.